# 早瀬雪未
早瀬 雪未（はやせ ゆきみ、2000年1月3日 - ）は、日本の女性声優。東京都出身。アーツビジョン所属。

## 略歴
日本ナレーション演技研究所出身。

## 人物
趣味にはカメラ、映画鑑賞、特技には絵を描くことをそれぞれ挙げている。
ガチャガチャとうどんが好き。
小学生の頃まで「自分はめちゃめちゃ可愛い」と思っており、美少女である自分は少女漫画のような出会いをすると信じていた。そのため、週4くらいの頻度で口に食パンをくわえ、走って登校していた。

## 出演
太字はメインキャラクター。

### テレビアニメ
2016年
- ラブライブ!サンシャイン!!（女子生徒）

2019年
- 荒野のコトブキ飛行隊（踊り子）

2020年
- プランダラ（住谷愛純）
- ドラえもん（テレビ朝日版第2期）（2020年 - 2025年、コーラス隊、ガイド）
- Lapis Re:LiGHTs（ラトゥーラ）
- クレヨンしんちゃん（宅配員）

2021年
- チート薬師のスローライフ〜異世界に作ろうドラッグストア〜（ミコット）

2024年
- 俺は全てを【パリイ】する 〜逆勘違いの世界最強は冒険者になりたい〜（魔族の子供B）
- 先輩はおとこのこ（吉田美代）

2025年
- まったく最近の探偵ときたら（翌檜のファン）

### 劇場アニメ
- 映画 妖怪ウォッチ 空飛ぶクジラとダブル世界の大冒険だニャン!（2016年、人々）
- わんだふるぷりきゅあ!ざ・むーびー! ドキドキ♡ゲームの世界で大冒険!（2024年、小タヌキ）
- 映画 先輩はおとこのこ あめのち晴れ（2025年、吉田美代[7]）

### ゲーム
- クイズRPG 魔法使いと黒猫のウィズ（2018年、ショコラトル）
- 世界のアソビ大全51（2020年）
- ラピスリライツ 〜この世界のアイドルは魔法が使える〜（2021年、ラトゥーラ[8]）
- ソフィーのアトリエ2 〜不思議な夢の錬金術士〜（2022年、ピリカ[9]）
- たねつみの歌（2024年、ツムギ[10]）

### 吹き替え
- プリーチャー シーズン2
- フリンチ:怯んだら負け（ロイス）

### ボイスドラマ
- 戦国繚乱美少女伝（2025年、斎藤利三、佐久間盛政）

### テレビ番組
※はインターネット配信。
- シュガポケの漫画研究会（2020年、YouTube※）
- 早瀬雪未・松岡美里の“もしもゆきみさとがむちゃぶりを受けてもめげずに可愛く頑張った時”※（2021年4月23日 - 、ニコニコ動画※）
- 早瀬雪未・松岡美里の“もしかわ”※（2021年11月19日 - 、上記第16回放送よりリニューアル、ニコニコ動画、YouTube※）

### 舞台
- グワィニャオン朗読的公演『奇譚 地獄たられば』（2025年5月16日 - 18日〈予定〉、萬劇場）[11]

## ディスコグラフィ

### キャラクターソング
| 発売日         | 商品名                                              | 歌                       | 楽曲                                                           | 備考                                                          |
| -------------- | --------------------------------------------------- | ------------------------ | -------------------------------------------------------------- | ------------------------------------------------------------- |
| 2020年2月5日   | START the MAGIC HOUR                                | シュガーポケッツ         | 「シャノワール」 「knockin' on baby」                          | 『ラピスリライツ 〜この世界のアイドルは魔法が使える〜』関連曲 |
| 2020年7月8日   | 私たちのSTARTRAIL/プラネタリウム                    | ラピスリライツ・スターズ | 「私たちのSTARTRAIL」                                          | テレビアニメ『Lapis Re:LiGHTs』オープニングテーマ             |
| 2020年12月23日 | SKY FULL of MAGIC                                   | シュガーポケッツ         | 「わがままキャラメリゼ」                                       | テレビアニメ『Lapis Re:LiGHTs』挿入歌                         |
| 2020年12月23日 | SKY FULL of MAGIC                                   | シュガーポケッツ         | 「# BFF」                                                      | 『ラピスリライツ 〜この世界のアイドルは魔法が使える〜』関連曲 |
| 2020年12月23日 | SKY FULL of MAGIC                                   | ラピスリライツ・スターズ | 「私の名は、光。」                                             | 『ラピスリライツ 〜この世界のアイドルは魔法が使える〜』関連曲 |
| 2022年2月23日  | Sound of the Bell/SUGAR×LEMONADE                    | シュガーポケッツ         | 「SUGAR×LEMONADE」                                             | 『ラピスリライツ 〜この世界のアイドルは魔法が使える〜』関連曲 |
| 2022年2月23日  | Sound of the Bell/SUGAR×LEMONADE シュガーポケッツ盤 | シュガーポケッツ         | 「シャノワール （ツカダタカシゲ's "Lapis Re:Toy Box" Remix）」 | 『ラピスリライツ 〜この世界のアイドルは魔法が使える〜』関連曲 |

### ユニットメンバー
1. 1 2 3  ラトゥーラ（早瀬雪未）、シャンペ（広瀬世華）、メアリーベリー（赤尾ひかる）
2. 1 2  ティアラ（安齋由香里）、ロゼッタ（久保田梨沙）、ラヴィ（向井莉生）、アシュレイ（佐伯伊織）、リネット（山本瑞稀）、アンジェリカ（雨宮夕夏）、ルキフェル（松田利冴）、ナデシコ（本泉莉奈）、ツバキ（鈴木亜理沙）、カエデ（大野柚布子）、ラトゥーラ（早瀬雪未）、シャンペ（広瀬世華）、メアリーベリー（赤尾ひかる）、エミリア（星乃葉月）、あるふぁ（嶺内ともみ）、サルサ（篠原侑）、ガーネット（中山瑶子）、ユエ（桜木夕）、ミルフィーユ（奥紗瑛子）、フィオナ（伊藤はるか）